# CanDeal
 (avril 2021).
La mise en forme du texte ne suit pas les recommandations de Wikipédia : il faut le « wikifier ».
Les points d'amélioration suivants sont les cas les plus fréquents. Le détail des points à revoir est peut-être précisé sur la page de discussion.
- Les titres sont pré-formatés par le logiciel. Ils ne sont ni en capitales, ni en gras.
- Le texte ne doit pas être écrit en capitales (les noms de famille non plus), ni en gras, ni en italique, ni en « petit »…
- Le gras n'est utilisé que pour surligner le titre de l'article dans l'introduction, une seule fois.
- L'italique est rarement utilisé : mots en langue étrangère, titres d'œuvres, noms de bateaux, etc.
- Les citations ne sont pas en italique mais en corps de texte normal. Elles sont entourées par des guillemets français : « et ».
- Les listes à puces sont à éviter, des paragraphes rédigés étant largement préférés. Les tableaux sont à réserver à la présentation de données structurées (résultats, etc.).
- Les appels de note de bas de page (petits chiffres en exposant, introduits par l'outil «  Source ») sont à placer entre la fin de phrase et le point final[comme ça].
- Les liens internes (vers d'autres articles de Wikipédia) sont à choisir avec parcimonie. Créez des liens vers des articles approfondissant le sujet. Les termes génériques sans rapport avec le sujet sont à éviter, ainsi que les répétitions de liens vers un même terme.
- Les liens externes sont à placer uniquement dans une section « Liens externes », à la fin de l'article. Ces liens sont à choisir avec parcimonie suivant les règles définies. Si un lien sert de source à l'article, son insertion dans le texte est à faire par les notes de bas de page.
- La présentation des références doit suivre les conventions bibliographiques. Il est recommandé d'utiliser les modèles {{Ouvrage}}, {{Chapitre}}, {{Article}}, {{Lien web}} et/ou {{Bibliographie}}. Le mode d'édition visuel peut mettre en forme automatiquement les références.
- Insérer une infobox (cadre d'informations à droite) n'est pas obligatoire pour parachever la mise en page.

Pour une aide détaillée, merci de consulter Aide:Wikification.
Si vous pensez que ces points ont été résolus, vous pouvez retirer ce bandeau et améliorer la mise en forme d'un autre article.
Ne doit pas être confondu avec Candeal.
 (avril 2021).
CanDeal est un échange en ligne canadien de titres de créance en dollars canadiens. Il permet aux investisseurs institutionnels d'accéder à des liquidités pour les obligations du gouvernement canadien et les instruments du marché monétaire. CanDeal a des bureaux à Toronto et à Montréal et appartient aux six grandes banques du Canada et au groupe TMX (également en 2018  par rapport à une structure de propriété antérieure dans laquelle TMX détenait 47%).

## Histoire
- 27 juin 2001 - CanDeal est créée par les actionnaires fondateurs BMO Nesbitt Burns, Basis100 inc., Marchés mondiaux CIBC Inc., MoneyLine Network Inc., Financière Banque Nationale Inc., RBC Dominion valeurs mobilières Inc., Scotia Capitaux Inc. et Valeurs Mobilières TD Inc. [2]
- 8 juillet 2002 - Groupe TMX acquiert une participation de 40% dans CanDeal[3].
- 10 septembre 2002 - CanDeal exécute sa première transaction.
- 1er janvier 2003 - Le fondateur de CanDeal, Jayson Horner, quitte Valeurs Mobilières TD pour devenir président et chef de la direction à temps plein de CanDeal.
- 11 février 2003 - CanDeal achète la participation de Basis100 ainsi que les droits de BasisXchange au Canada[4].
- 30 octobre 2018 - La propriété de CanDeal a été restructurée de sorte que chacune des six plus grandes banques canadiennes et la TMX détiennent une participation égale dans CanDeal[1].
- 12 février 2019 - CanDeal et le groupe de propriété créent le premier centre de données complet sur les marchés des titres à revenu fixe et des produits dérivés au Canada, appelé CanDeal Data & Analytics (DNA)[5].
- 16 décembre 2019 - CanDeal dépasse les 25 trillions de dollars en volume global négocié[6].
- 9 mars 2021 - CanDeal Data & Analytics (DNA) acquiert les activités de données à revenu fixe de la CIBC[7].

## Des produits
CanDeal a trois divisions: CanDeal Markets, CanDeal Solutions et CanDeal Data & Analytics (DNA).
CanDeal Markets offre aux investisseurs institutionnels un accès en ligne à des liquidités pour les titres de créance canadiens ainsi qu'un accès aux marchés mondiaux aux États-Unis et en Europe exploités par Tradeweb. CanDeal utilise le protocole de négociation «Request for Quote» (RFQ) pour négocier les titres gouvernementaux les plus actifs et un protocole de négociation mixte basé sur un «inventaire» pour les instruments du marché monétaire moins actifs.
Programmes avec la Banque du Canada:
- Plateforme de rachat électronique: élaboration et déploiement d'une plateforme d'enchères inversées pour offrir aux courtiers et aux clients la possibilité de vendre [9] et de sociétés [10] à la Banque du Canada par le biais d'un processus d'enchères.